# 実写でボクシング
『実写でボクシング』（じっしゃでボクシング）は、2004年に公開された2Dボクシングゲーム。HSPによってプログラミングされたゲームであり、HSPプログラムコンテスト2004において最優秀アプリケーション賞を受賞している。シェアウェアとして販売されていたが、2017年2月3日以降はフリーウェアとして公開されている。なお大創出版から『ザ・ゲームシリーズ 60 Theボクシング』として販売されたこともある。

## 特色
開発者の過去作である「グラフでボクシング」と「記号でボクシング」の特徴を引き継いでいる。
「グラフでボクシング」は名前の通りボクシングゲームであるが、アクション要素の薄い育成シミュレーションゲームであった。主に技術上の制限から描写も極めてシンプルで、グラフとテキストでプロボクサーの生活を描くことが試みられた。
「記号でボクシング」は、メニューすらない「記号で表されたボクサーが殴り合うだけ」のボクシングアクションゲームであった。しかし重心移動によるダメージ変化や三種類のバーによる疲労度の表現など、ボクシングの物理的・身体的な要素が現実的に表現されていた。
「実写でボクシング」はこの二者を統合させたともいえるもので、「グラフでボクシング」のテキストとミニゲームによる日常の描写と、「記号でボクシング」による正確なボクサーの身体描写をさらに発展させている。試合画面はグラフから記号を経て、ついに開発者自身をモデルに実写が導入された。
「実写でボクシング」は、格闘ゲームとして特異なことに、全てのボクサーが同一の性能を有している（疲労状態を除く）。登場する相手ボクサーは全て主人公と同等の身体的
能力を持っており、強弱巧拙は攻撃パターンと戦術の違いだけで表現される。序盤で敵味方双方とも打てないパンチがある以外は、ストーリーが進んでも成長することはない（おまけモードとして敵パンチが強くなるなどの例外はあるが）。このように「グラフでボクシング」で実装されていたボクサーの能力差や育成要素を敢えて廃すことによって、極めて現実の人間に近いボクサーをシミュレートすることに成功している。またこれによりネット対戦においても、他のネットゲームにありがちなレベル・装備などの差による不毛な性能競争が回避され、純粋に技の巧拙のみによってボクサーの強弱を競うことができる。ここまで限定されたシステムにもかかわらず、プレイヤーによって全く個性の異なる戦いが可能であることは、特筆に値する。

## ストーリー
かつて東京都足立区に実在し、開発者自身が会長を務めていた「西澤ボクシングジム」と練習生達を舞台にゲームは進行する。
ボクシング素人である主人公は、ステップ・ジャブを初めとしてボクシングについて会長から学び、先輩練習生を相手にスパーを重ねながら修得していく。
並み居る強豪を打ち倒し晴れて一人前のボクサーと認められたとき、他ジムとの対抗試合が持ち上がる。

## システム
プレイヤーはコントローラー、マウス、キーボードのいずれかで分身である主人公を操作する。
顔面・ボディのダメージと疲労が蓄積しないよう体調管理をこなしながら、先輩練習生達とのスパーで技術の習得を会長に認めさせることによってゲームは進行する。
ダメージが一定以上蓄積すると主人公はジムに通えなくなり、戦歴に関わりなく無条件でゲームオーバーとなる。

## ネット対戦
基本技術を習得することによってインターネットで不特定多数との対戦が可能になる。
ネット対戦は「ジムでスパーを終えた主人公、会長、練習生達が見ている夢」という設定であり、ダメージ・疲労の蓄積は試合内限りなのが特徴。
ボクサーが物理的な限界に縛られず純粋に技術を磨ける場であることから「スパー天国」と名付けられている。制作者の管理するジムサーバー、有志ユーザーによるサブサーバーの二つによって運用されており、両者は主副の関係にある。

### ランキング
常時行われているものとしては「レベルランキング」「勝率ランキング」「勝ち星ランキング」がある。レベルランキングは現実のプロボクシングのランキングを模したもので、激しく上下する。勝率と勝ち星のランキングはいずれも通算であるため変化は緩やかである。
定期的に行われているものには2015年4月現在「月間ポイントランキング」があり、付随して1RKO数と勝率もそれぞれ月ごとに争われる。「月間ポイントランキング」ではなお三位までのプレイヤーにはそれぞれ金銀銅のメダルが授与され、通算勝率や大会の成績、王座獲得数・防衛数（下で述べる）などとともに実力基準になっている。

### 大会
支援のためのアプリケーションやノウハウがユーザー間で開発・共有されており、不定期にユーザー主導で行われる事が多い。試合形式としては総当たり戦（リーグ戦）とトーナメント戦の二つに分類される。
半ば練習目的の派閥内大会や、たまたま大人数が揃ったときなどに行われる草大会がある他、オフィシャル公認の大会ではメダルをかけて争われる。これまでで最大規模のものは実施期間が半年にも及び、ほぼ全てのユーザーが参加して総当たり戦が行われた。最近では短ラウンド勝負など特色あるルールも増えてきている。

### 王座
プロの王座を模したスパ天王座と実ボク王座の二つがあり、完全版ユーザーのみが参加できる。
レベルランキング上位にいること、精神ダメージ（後述する）がないことなどの基準を満たすと挑戦権が発生し、チャンプと対戦することによって王座が争われる。それぞれ通常の対戦にはない特別なルールによって行われるが、現実のプロボクシングと同じく12Rマッチであることは共通である。
勝利した場合王座の獲得または防衛となるが、敗北した場合その総蓄積ダメージの大きさに見合った「精神ダメージ」を負うことになる。また一方の王座決定戦に敗れた場合、他方にはその半分の精神ダメージを受ける。通常のスパー（試合。設定上アマチュアボクシングであるためこう呼ばれる）に勝利することで0まで減少させることができる。

## チャレンジモード
より短時間でCPUをKOすることを競う「タイム・アタック」、顔面とボディのダメージが回復しない状態でより多くのCPUを倒す「サバイバル」、2プレイヤーでの対戦が可能となる「2P対戦」、サンドバッグ（砂袋）を叩いて技術の向上を狙う「トレーニング」、任意のミニゲームを遊ぶことができる「ミニゲーム」がある。前二者はウェブ上でランキング表示がされる。

### 超回復モード
「～モード」と名前がついているが、個別に用意されたモードではなく、「タイム・アタック」と統合されている。通常よりも回復力が高いCPU練習生たちとスパーすることができ、クリアすることでさらに回復力の高いCPUとの対戦が可能になる。
web上にてランキングが表示されるが、上に述べた通常のタイム・アタックとは違い、通常の何倍の回復量の相手を倒したかという点で争われる。

## ミニゲームについて
チャレンジモードでの「ミニゲーム」とスパ天上での「ミニゲーム」とは別個のものである。チャレンジモードのミニゲームは、本来ストーリーモードで連勝を続けたとき、一種の「試練」としてプレイヤーに課されるものをプレイできるよう分離したものである。一方スパ天上でのミニゲームは対戦相手を待つときの暇つぶしとして後に追加された。
2008年9月、混同を避けるためスパ天上のミニゲームは「ボールゲーム」と呼称されることになった。これにより今後は「ミニゲーム」がチャレンジモードのそれを、「試練」がストーリーモードのそれを指すようになる。ただし、現在単に「ミニゲーム」といえばスパ天上のそれを指すことが多いので注意が必要である。

## クエスト達成数
上記に述べたように、ストーリーモードにおいて連勝を重ねた場合「試練」と呼ばれるミニゲームが発生する。練習生の夢という設定のネット対戦においてはこの限りではなかったが、2008年7月に「クエスト」が追加された。
「クエスト」は謎の機関からのプレイヤーに対する指令であり、ネット対戦において、二連勝以上を達成している状態で対戦を試みると発生する。「ボディに蓄積ダメージを与え勝利」「手数で相手を上回り勝利」などランダムで決まる。いずれも敗北した場合は達成とはならない。「まず勝利が第一である」と公式にもアナウンスされており、「クエスト」を達成できなくとも「試練」での失敗のように罰則は発生しない。
そのため「連勝するボクサーに対する課題」である点は同じだが、この二つは趣旨が異なる。「試練」はゲームバランスの調整といった意味合いが強いが、クエストはストーリーモードにおける「基礎技術習得スパー」と同じく、プレイヤーにスキルアップを促すためのものである（例えば強打主体のボクサーは滅多にボディ攻撃を行わないが、「クエスト」の指令によりボディ攻撃を促すことが出来る）。
現在、一部のWebランキング参加はクエスト達成ランキング30位以内にあることが条件となっている。ランキング制度改正に伴い、2008年9月にはクエスト達成数や達成確率を表示するランキングが新設された。他に勝者予想や実力ポイント、練習用リングも追加されている。

## 評価
HSPプログラムコンテスト2004において本作は最優秀アプリケーション賞を受賞しており、HSPの開発者であるおにたまに「初心者に対しての気配りなど遊ぶ側を意識している点が秀逸」「育成ゲームとしての面や、適度な難しさのアクションなどが良い具合に溶け込んでおり、何とも不思議な味わいの、それでいて作りこまれたゲームに仕上がっている」と評価された。
ベクターの「新着ソフトレビュー」では、「スパーリング中の相手との間合いや、パンチを出すタイミング、駆け引きなどもリアル」であり「操作やシステムはシンプルだが、迫力のあるボクシングゲームに仕上がっている」と評価されている。また「ボクシングのテクニックやセーフティボクシングの感覚を自然と意識できるように工夫されているのもユニーク」と評されている。
Softonicのレビュー記事では、「リアルさを追求しボクシングの奥深さを感じられるボクシングゲーム」とされており、「ストーリーモードで基本操作を学べるので初心者でも簡単」に楽しめることや、「ジャブの操作や蓄積ダメージなど実際のボクシングの感覚を再現」したシステムが評価されている。ただし「強くなるためにはある程度の練習が必要でサクサク楽しみたい人には向かない」ともされている。